# Leonid Tibílov
Leonid Jaritónovich Tibílov (Тыбылты Харитъоны фырт Леонид en osetio, Tybylty Xarithony fyrt Leonid; en ruso: Леонид Харитонович Тибилов; Verjny Dvan, Znaur distrito, 28 de marzo de 1952) es un político de Osetia del Sur que ejerció el cargo de presidente de Osetia del Sur desde 2012 hasta 2017.